# A House of Pomegranates

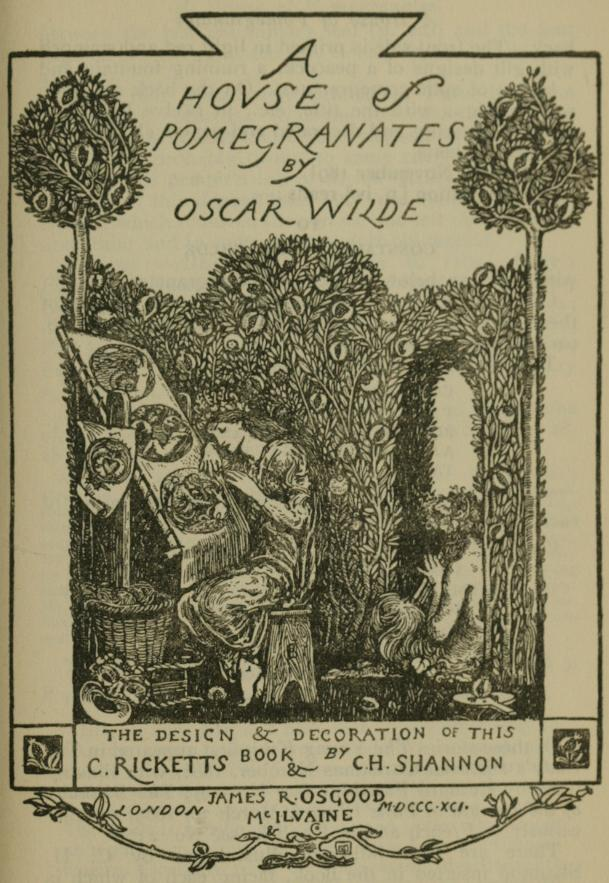
Titelblad van de eerste editie

A House of Pomegranates is een collectie sprookjes van de Iers-Engelse dichter, proza- en toneelschrijver Oscar Wilde. De bundel verscheen in 1891 en was de opvolger van een eerdere sprookjesverzameling, The Happy Prince and Other Tales, uit 1888.
De bundel bevatte illustraties van Charles Ricketts en Charles Shannon, zoals zij dat onder meer ook hadden gedaan voor Lord Arthur Savile's Crime and Other Stories. Het boek telt vier verhalen:
- The Young King
- The Birthday of the Infanta
- The Fisherman and his Soul
- The Star-Child

The Birthday of the Infanta is het bekendste van de vier verhalen. Het verscheen voor het eerst in het blad 'Paris Illustré' op 30 maart 1889, in zowel het Frans als het Engels.
Wilde droeg de bundel op aan zijn vrouw Constance.

## The Young King
De jonge koning, een buitenechtelijk kind van een dochter van de oude koning, is opgegroeid te midden van herders en ziet zich plotseling omringd door grote weelde. De nacht voor zijn kroning heeft hij drie dromen die hem duidelijk maken onder welke moeilijke omstandigheden mensen hebben moeten werken om zijn kroon, scepter en kleding te vervaardigen. Als de dag aanbreekt dat hij gekroond zal worden, kiest hij voor zijn herderskledij, wat hem zeer kwalijk wordt genomen, zowel door de edelen als door het gewone volk, zodanig zelfs dat men de kerk binnenstormt om hem te doden. Als de zon doorbreekt en het tafereel verlicht komen zijn herdersstaf en de door hemzelf van heideplanten gemaakte kroon tot bloei, waarop het volk tot inkeer komt en de bisschop beseft dat de koning is gekroond door iemand die groter is dan hij.

## The Birthday of the Infanta
De verjaardag van de Spaanse prinses is de enige dag waarop zijn met andere kinderen mag omgaan. Vandaag wordt ze 12 en er zijn vele feestelijkheden georganiseerd. Een van de attracties is een mismaakte dwerg die een dans uitvoert die veel hilariteit wekt. Zo zeer zelfs dat de prinses hem vraagt later op de dag nog een keer op te treden. Vereerd met dit verzoek zwerft hij door de tuin, waar hij wordt bespot door de bloemen en de vissen. Uiteindelijk komt hij in het paleis terecht, op zoek naar de prinses, maar alle zalen zijn leeg. Dan stuit hij op een monsterlijk wezen, dat hem tot zijn schrik perfect imiteert. Als hij ontdekt dat het zijn eigen spiegelbeeld is, beseft hij dat het zijn uiterlijk was dat zoveel gelach veroorzaakte. Hij valt schreeuwend van ellende op de grond, schopt met zijn benen en zwaait met zijn armen. Als de prinses met de andere kinderen langskomt denkt ze dat de dwerg weer een nummer aan het opvoeren is. Zijn bewegingen worden echter steeds zwakker en ten slotte ligt hij helemaal stil. Als de prinses om nog een dans vraagt, constateert een bediende dat de dwerg is overleden aan een gebroken hart.